# Midsommervisen
"Midsommervisen" er det populære navn for visen "Vi elsker vort land", skrevet af Holger Drachmann i 1885. Melodien er skrevet af Peter Erasmus Lange-Müller, også i 1885. Sangen blev skrevet til eventyrspillet Der var engang, som blev opsat på Det Kongelige Teater i 1887. Visen dukker op i eventyrspillets sidste akt, hvor en jæger synger den i anledning af den danske prins' bryllup.
De første tre vers er siden starten af det 20. århundrede blevet sunget ved fejringen af Sankthans ved midsommer, 23. juni.
Shu-bi-dua udgav i 1980 en version af sangen, kaldet Midsommersangen, på albummet Shu-bi-dua 7, hvor gruppen havde skrevet en mere sangbar melodi til Drachmanns tekst. Denne udgave synges ofte i stedet for den oprindelige.
I 2020 blev sangen sunget tirsdag d. 23. juni (midsommer) i programmet Morgensang på DR 1 med Phillip Faber i forbindelse med Corona-nedlukningen af Danmark.